# Silnice II/307
Silnice II/307 je silnice II. třídy, která vede z Choustníkova Hradiště do Velkého Třebešova. Je dlouhá 12 km. Prochází jedním krajem a dvěma okresy.

## Vedení silnice

### Královéhradecký kraj, okres Trutnov
- Choustníkovo Hradiště (křiž. I/37)
- Dolní Vlčkovice
- Horní Vlčkovice (křiž. III/3071)

### Královéhradecký kraj, okres Náchod
- Velká Bukovina (křiž. III/3072)
- Chvalkovice (křiž. III/3073, III/3075)
- Miskolezy
- Velký Třebešov (křiž. I/33, III/3076)